# Доктор Джон
Доктор Джон (англ. Dr. John, справжнє ім'я Малколм Джон Ребеннек-молодший, англ. Malcolm John Rebennack Jr., 20 листопада 1941 — 6 червня 2019) — американський музикант, відомий своїм еклектичним підходом до музичної творчості. Основні складові його музики — суміш новоорлеанського блюзу (і ритм-енд-блюзу) з психоделічним роком, своєрідний рокочучий вокал в дусі Вена Моррісона і яскраві виступи в стилі карнавального Марді-Гра.